# Нифонтов, Фёдор Андреевич
Фёдор Андреевич Нифонтов (1910 — ?) — советский футболист. Выступал за бакинские команды «Нефтяник», «Строитель юга» и «Динамо».
Выступал в первом матче только что образованной команды «Нефтяник».

## Достижения
- Победитель кубка Азербайджанской ССР: 1938
- В списке 55 лучших футболистов СССР: № 5 (1938)